# La Fayette Grover
La Fayette Grover (Bethel, 1823. november 29. – Portland, 1911. május 10.) az Amerikai Egyesült Államok szenátora (Oregon, 1877–1883).